# Митьков, Михаил Фотиевич
Митько́в Михаи́л Фо́тиевич (около 1791 года — 23 октября 1849 года) — русский офицер, полковник, декабрист и метеоролог.

## Военная карьера
Происходит из дворянского рода Митьковых. 3 марта 1804 года в возрасте 13 лет поступил на учёбу во 2-й кадетский корпус в Санкт-Петербурге (в настоящее время ул. Красного Курсанта, 14-18). 10 декабря 1806 года в звании прапорщик определён в Императорский Батальон милиции.
Участник войны 1806—1807 года. За Сражение при Фридланде в возрасте 16 лет награждён орденом Святой Анны III степени.
22 января 1808 года батальон был причислен к гвардии и переименован в лейб-гвардии Императорский батальон милиции. 24 апреля 1809 года получил звание подпоручик, поручик — с 12 декабря 1810 года. 19 октября 1811 года батальон был развёрнут в лейб-гвардии Финляндский полк.
Участвовал в Отечественной войне 1812 года. За Бородинское сражение награждён золотой шпагой «За храбрость». Участвовал в битвах при Тарутино, Малоярославце. За битву под Красным награждён орденом Святого Владимира IV степени с бантом.
Участвовал в заграничных походах 1813—1814 годов: за битву при Бауцене и Лютцене награждён орденом Святой Анны II степени, Дрезден, Кульм, за битву при Лейпциге награждён алмазными знаками ордена Святой Анны II степени. 18 марта 1814 года участвовал в боях при взятии Парижа.
20 января 1813 года получил звание штабс-капитан, 11 мая 1816 года — капитан, 26 января 1818 года — полковник лейб-гвардии Финляндского полка.
Масон, с 1816 года по 1821 год — член ложи «Соединённые друзья».
С 9 января 1824 года на лечении за границей. В 1824 — 1825 годах в Париже посещал лекции по философии, истории, французского красноречия. В сентябре 1825 года вернулся в Россию. Жил в имении во Владимирской губернии, позднее переехал в Москву. В Москве жил в доме своего дяди А. Н. Соймонова по ул. М. Дмитровка, 18.

## Северное общество

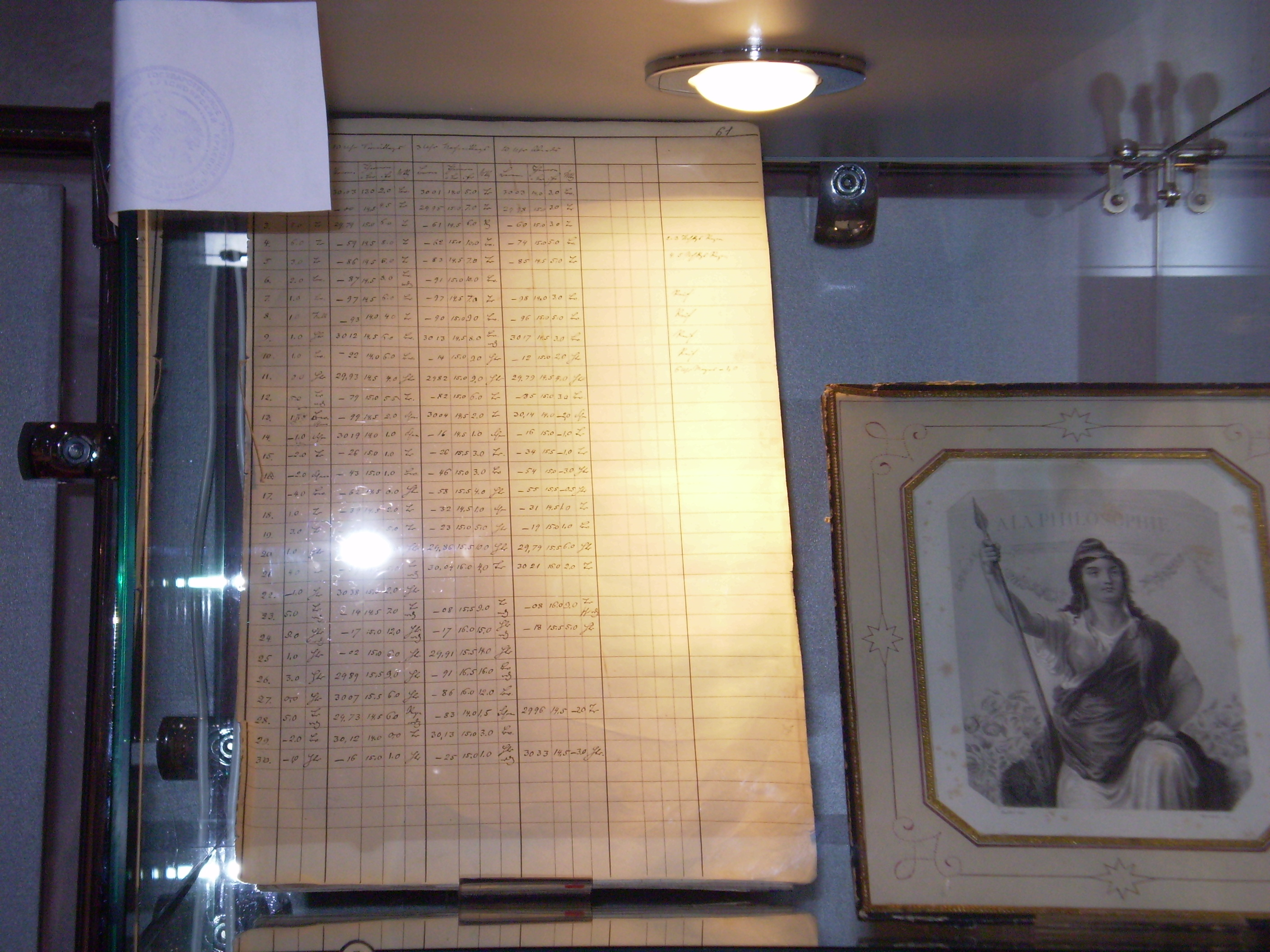
Страница дневника метеорологических наблюдений М. Ф. Митькова. Красноярский краеведческий музей.

В 1821 году вступает в Северное тайное общество. Участвовал в совещаниях Общества в 1821, 1823, 1824 годах. В 1823 году на квартире Митькова (Москва, ул. Чехова, 18) был принят Устав Общества и «правила для всех членов Общества».
Арестован в Москве 29 декабря 1825 года по приказу от 27 декабря 1825 года. Доставлен в Санкт-Петербург на Главную гауптвахту в Зимнем дворце. 2 января 1826 года М. Ф. Митькова переводят в Петропавловскую крепость.
Верховный уголовный суд на заседании 3 июля 1826 года приговорил Митькова к «политической смерти по 2-му разряду». 10 июля 1826 года Николай I смягчил наказание осуждённым: I разряду полагалась вечная каторга, II разряду — 20-летняя каторга. 22 августа 1826 года срок каторги был сокращён до 15 лет.
Отправлен в Свеаборгскую крепость 21 октября 1826 года, прибыл туда 25 октября 1826 года. Затем, 4 октября 1827 года Митькова перевели в Свартгольмскую крепость, оттуда — 15 марта 1828 года в Кексгольмскую крепость, где находился в одиночной камере.

## Каторга
М. Ф. Митьков был отправлен из Кексгольмской крепости в Сибирь 24 апреля 1828 года. 18 июня 1828 года прибыл в Иркутск. Отправлен в Читинский острог, куда прибыл в конце июня 1828 года. В Читинском остроге оставался до сентября 1830 года. В Читинском остроге декабристы содержались до момента постройки для них специальной каторжной тюрьмы в Петровском заводе. В сентябре 1830 года декабристов переводят в Петровский завод. Митьков в Петровском заводе разрабатывал устав Большой артели, основал библиотечную артель. Сблизился с декабристом А. Е. Розеном.
8 ноября 1832 года срок каторги Митькова был сокращён до 10 лет. М. Ф. Митьков оставался в Петровском заводе до конца каторги — до 1835 года. После окончания срока каторжных работ назначен на поселение в село Олхинское Иркутского округа. Из-за туберкулёза временно оставлен в Иркутске. По представлению генерал-губернатора Восточной Сибири С. Б. Броневского Митькову было разрешено поселиться в Красноярске.

## В Красноярске

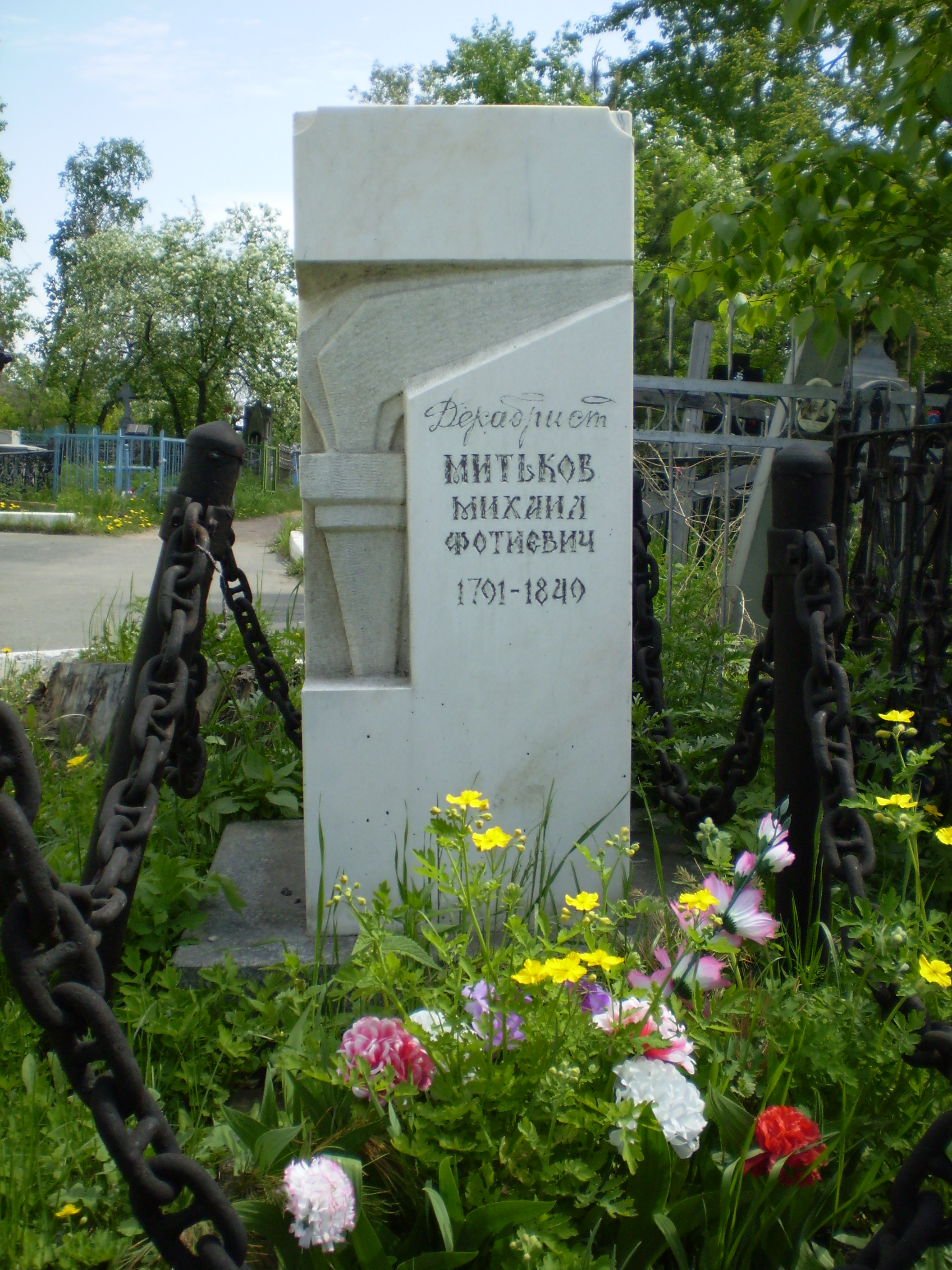
Памятник М. Ф. Митькову на Троицком кладбище.

М. Ф. Митьков прибыл в Красноярск 17 ноября 1836 года. Построил дом на Благовещенской улице (ул. Ленина) недалеко от дома В. Л. Давыдова. Дом снесён в 1937 году. Занимался цветоводством, философией, собрал большую библиотеку, доступную для публичного пользования.
Первым на Енисее начал метеорологические наблюдения. Михаил Фотиевич, несмотря на болезнь, в течение десяти лет вёл ежедневные наблюдения. Он выполнял такой объём наблюдений, какой на современных метеостанциях выполняют три-четыре человека.
Вероятно, Митьков проводил метеорологические наблюдения по просьбе академика Купфера. Измерения проводились по «Руководству к деланию метеорологических наблюдений» Купфера. Купфер обработал и подготовил к печати наблюдения Митькова. В 1866 году наблюдения Митькова были опубликованы в прибавлении к «Своду наблюдений, произведенных в Главной физической и подчиненных ей обсерваториях за 1861 год». Наблюдения Митькова использовались в трудах климатологов и метеорологов: «Климаты земного шара и в особенности России» А. И. Воейкова, «О температуре воздуха в Российской империи» Г. И. Вильда, «Вскрытие и замерзание вод в Российской Империи» М. А. Рыкачева, «Климатологический атлас Российской империи» (1899 год), «Климат Союза Советских Социалистических республик» (Ленинград, 1931).
В 1986 году записи М. Ф. Митькова были переданы Красноярскому краеведческому музею.
Михаил Фотиевич умер 23 октября 1849 года. Похоронен на Троицком кладбище Красноярска. М. Ф. Митьков не имел семьи, поэтому комитет в составе И. И. Пущина, В. Л. Давыдова и М. И. Спиридова по разрешению генерал-губернатора Восточной Сибири продал дом и имущество покойного, а деньги были разделены неимущим декабристам, живущим в различных местах Сибири.
Могила М. Ф. Митькова была утеряна. В 1980 году на предполагаемом месте захоронения был установлен памятник.

## Семья
Михаил Фотиевич родился в дворянской семье в селе Варварино Юрьев-Польского уезда Владимирской губернии. Отец — майор Фотий Михайлович Митьков, надворный советник, мать — Александра Максимовна Демидова. После смерти жены Фотий Михайлович женился вторично. От этого брака родились четыре ребёнка:
- Николай — майор, помещик Владимирской губернии;
- Платон — майор, служил в Московском отделении военных кантонистов
- Валериан — поручик лейб-гвардии Финляндского полка
- Владимир — был из прапорщиков разжалован в рядовые.